# Dibrowynci
Dibrowynci (ukr. Дібровинці) – wieś na Ukrainie, w obwodzie winnickim, w rejonie winnickim, w hromadzie Oratów. W 2001 liczyła 379 mieszkańców, spośród których 376 wskazało jako ojczysty język ukraiński, 1 rosyjski, 1 białoruski, a 1 inny.